# Елроса (Минесота)
Елроса (енгл. Elrosa) град је у америчкој савезној држави Минесота.

## Демографија
По попису из 2010. године број становника је 211, што је 45 (27,1%) становника више него 2000. године.
| Група             | 2000.       | 2010.       |
| Белци             | 162 (97,6%) | 208 (98,6%) |
| Афроамериканци    | 0 (0,0%)    | 0 (0,0%)    |
| Азијати           | 0 (0,0%)    | 0 (0,0%)    |
| Хиспаноамериканци | 4 (2,4%)    | 0 (0,0%)    |
| Укупно            | 166         | 211         |